# Alberto Izzo
Alberto Izzo (Portici, 25 giugno 1932 – Napoli, 28 ottobre 2019) è stato un architetto italiano.

## Biografia
Nato alle falde del Vesuvio, ben presto si trasferì a Napoli dove nel 1951 s'iscrisse alla Facoltà di Architettura della Federico II studiando sotto la guida di importanti professori napoletani come Marcello Canino, Carlo Cocchia e Giulio De Luca. Si laureò nel 1961. Sotto la spinta di Canino, Izzo fece una breve esperienza da Pier Luigi Nervi.
Durante la costruzione della sede dell'UNESCO a Parigi conobbe Marcel Breuer e con lui compì una nuova esperienza lavorativa negli Stati Uniti; nello studio di Breuer conobbe un giovanissimo Richard Meier. Ritornato a Napoli frequentò lo studio di Giulio De Luca diventando quindi suo assistente all'università. Alla fine degli anni 1960 aprì uno studio privato dove progettò la sede della Facoltà di Teologia a Capodimonte e il Complesso Esedra nel Centro Direzionale di Napoli. Negli ultimi anni si occupò della realizzazione di un parcheggio multipiano alla base di Capodichino.

## Opere principali
- Complesso parrocchiale di Santa Maria di Costantinopoli, 1967-1968
- Facoltà di Teologia, 1968-1974
- Hotel Continental, 1970-1992 (Con Camillo Gubitosi)
- Alloggi a Pianura, 1982-1984 (Con Camillo Gubitosi)
- Complesso Esedra al Centro Direzionale, 1983-1990 (Con Camillo Gubitosi)
- Edifici al Centro Direzionale, 1984-1990 (Con Camillo Gubitosi)
- Restauro della Mostra D'Oltremare, 1993-1994
- Restauro dell'Hotel Excelsior, 1999-2003
- Opere alla Base di Capodichino, 2000-2001